# Bazzania perrotana
Bazzania perrotana là một loài Rêu trong họ Lepidoziaceae. Loài này được E.W. Jones mô tả khoa học đầu tiên năm 1975.